# Кућа бога Анубиса
Кућа бога Анубиса (енгл. House of Anubis) је британска, америчка и белгијска телевизијска серија. Прва епизода серије емитована је 1. јануара 2011. у Сједињеним Америчким Државама на ТВ мрежи Nickelodeon.

## Улоге

### Главне улоге
| Глумац              | Улога              |
| ------------------- | ------------------ |
| Наталија Рамос      | Нина Мартин        |
| Бред Кавана         | Фејбијан Ратер     |
| Џејд Рамзи          | Патриша Вилијамсон |
| Ана Малвој Тен      | Амбер Милингтон    |
| Јуџин Сајмон        | Џером Кларк        |
| Алекс Сојер         | Алфи Луис          |
| Клариза Клејтон     | Џој Мерсер         |
| Боби Локвуд         | Мајк Кембел        |
| Тејзи Лоренс        | Мера Џафри         |
| Беркли Дафилд       | Еди Милер          |
| Александра Шип      | Кеј-Ти Раш         |
| Луиза Коноли-Бернам | Вилоу Џенкс        |

### Споредне улоге
| Глумац            | Улога               |
| ----------------- | ------------------- |
| Франсис Маги      | Виктор Роденмар Jр. |
| Мина Анвар        | Труди Реман         |
| Џулија Дикин      | Дафни Ендруз        |
| Пол Ентони-Бербер | Ерик Свит           |
| Роџер Баркли      | Руфус Зено          |
| Рита Дејвис       | Сара Фробишер-Смајт |